# Гуго де Ласи, лорд Мита
Гуго де Ласи (род. до 1135 — убит 25 июля 1186) — крупный англо-нормандский аристократ и военачальник, 4-й барон Ласи (1162—1186), 1-й лорд Мита (1172—1186). Владел значительными поместьями в Херефордшире и Шропшире (Англия). В 1171-1172 годах Гуго де Ласи принял участие в нормандском вторжении в Ирландию, где получил во владение от короля Генриха II Плантагенета земли королевства Миде, став первым лордом Мита. Лордство Мит стало самым крупным феодальным владением в Ирландии.

## Происхождение
Дворянский род де Ласи происходит из Нормандии, где им принадлежали поместья Ласси и Кампо. Его первым известным представителем был Гуго де Ласи (около 1020—1085), сеньор де Ласи. У него было двое сыновей: Либерт де Ласи (1045—1093) и Уолтер де Ласи (умер в 1085). В 1066 году братья Либерт и Уолтер приняли активное участие в военной экспедиции нормандского герцога Вильгельма Завоевателя в Англию. Либерт де Ласи получил во владение крупные земельные владения в Западном Йоркшире, где он построил замок Понтефракт, ставший его резиденцией. Потомки Либерта носили титулы баронов Понтефракт и графов Линкольн.
Его младший брат Уолтер де Ласи (умер в 1085) получил во владение земли в Херефордшире и Шропшире, став лордом Уобли и Ладлоу. После смерти Уолтера его владения унаследовал старший сын Роджер де Ласи (умер после 1106), ставший лордом-хранителем уэльской марки. В 1088 и 1095 годах Роджер де Ласи принимал участие в двух неудачных баронских восстаниях против короля Англии Вильгельма Рыжего, который приказал конфисковать его владения в Англии. В 1133 году владения рода Ласи в Нормандии унаследовал Гильберт де Ласи (умер после 1163), единственный сын Роджера де Ласи. Во время гражданской войны в Англии между Стефаном де Блуа и Матильдой Гильберт вначале поддерживал Стефана де Блуа, но затем перешёл на сторону императрицы Матильды. В результате Гильберт де Ласи добился возвращения всех отцовских имений в Англии.

## Биография

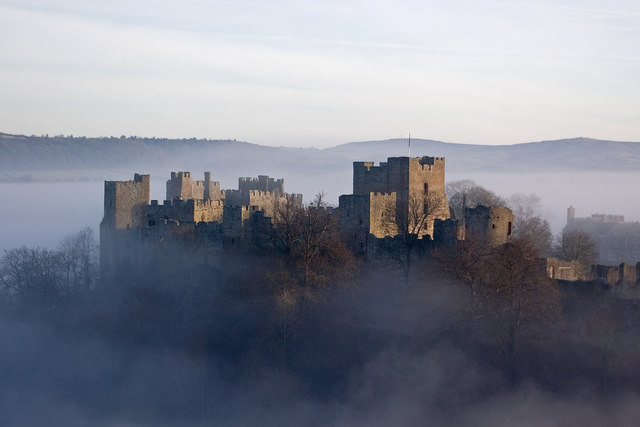
Замок Ладлоу, главная цитадель Гуго де Ласи в Уэльсе, который был конфискован королём Генрихом II в 1177 году

Гуго (Хью) де Ласи был младшим сыном Гильберта де Ласи (ум. после 1163), второго барона де Ласи из Эвайс Ласи, Уобли и Ладлоу (после 1106—1158/1159). В 1154 году Гуго де Ласи спорил с Жосленом де Динаном из-за владений в Херефордшире. В 1158/1159 году Гильбер де Ласи вступил в братство Ордена тамплиеров и уступил власть старшему сыну Роберту. В 1162 году после смерти своего бездетного старшего брата Гуго унаследовал все отцовские владения.

## Карьера в Ирландии
В октябре 1171 году он отправился в Ирландию в составе армии английского короля Генриха II Плантагенета. В апреле 1172 года после отъезда короля в Англию барон Гуго де Ласи был оставлен в Ирландии и назначен лордом в завоеванном ирландском королевстве Миде. Он получил под своё командование 50 рыцарей и также был назначен ответственным за Дублинский замок.
Ещё до отъезда Генриха II Гуго де Ласи, лорд Мита, начал войну против непокорного ирландского риага Тигернана O’Руайрка (1124—1172), короля Брейфне, который отказался признать верховную власть короля Англии. Гуго де Ласи заманил Тигернана на мирные переговоры на холм Тара в Мите и вероломно приказал его умертвить. Голова убитого ирландского короля была выставлена над воротами Дублинского замка, а затем отправлена к Генриху II. «Анналы четырёх мастеров» сообщают, что Тигернан O’Руайрк был предательски убит. Английский историк Гиральд Камбрийский передавал, что ирландский король Тигернан O’Руайрк был убит в результате организованного англичанами заговора.

## Лорд Мита
Гуго де Ласи, назначенный лордом Мита и королевским наместником в Ирландии, активно занимался расширением английских владений и строительством укрепленных замков. Ещё в 1172 году он построил замок Трим в графстве Мит. Его констеблем был назначен Гуго Тиррел (ум. 1199), первый барон Каслнока и соратник Гуго де Ласи. В 1173 году восставшие ирландцы осадили и сожгли замок Трим.
В конце 1172 года Гуго де Ласи вернулся в Англию, где 29 декабря в Кентербери, согласно рассказу Гиральда Камбрийского, обличал архиепископа кентерберийского Ричарда Дуврского.
Летом 1173 года во время восстания принца Генриха Молодого, старшего сына Генриха II, Гуго де Ласи находился в Нормандии, где руководил защитой крепости Вернёй, осаждённую королём Франции Людовиком VII. После месячной осады он вынужден был сдать крепость французской армии.
После смерти Ричарда де Клера, графа Пембрука Гуго де Ласи в 1177 году был назначен королевским генеральным прокурором в Ирландию. Кроме Мита, английский король передал ему во владение феоды Оффелана, Оффали, Килдэр и Уиклоу. Гуго де Ласи вернулся в Ирландию и избрал своей резиденцией замок Трим, восстановленный в 1174 году. Началось строительство многочисленных замков и раздача ирландских земель англо-нормандским феодалам, которые должны были держать в повиновении местное ирландское население. Ирландцы стали жаловаться королю Англии на самовластное правление его наместника Гуго де Ласи, обвиняя его в стремлении подчинить своей власти всю Ирландию. Постепенно он потерял благосклонность английского короля из-за многочисленных жалоб со стороны ирландцев за его несправедливость. В 1177 году Генрих II Плантагенет приказал конфисковать замок Ладлоу в Уэльсе, принадлежавший Гуго де Ласи.
В 1181 году король Англии отстранил Гуго де Ласи от должности наместника и отозвал его в Англию из-за того, что последний женился на дочери Руайдри Уа Конхобайра, короля Коннахта и свергнутого верховного короля Ирландии, без разрешения Генриха II. В 1182 году он был возвращён на занимаемую должность и вернулся в Ирландию, но в сопровождении королевского эмиссара Роберта Шрусбери.

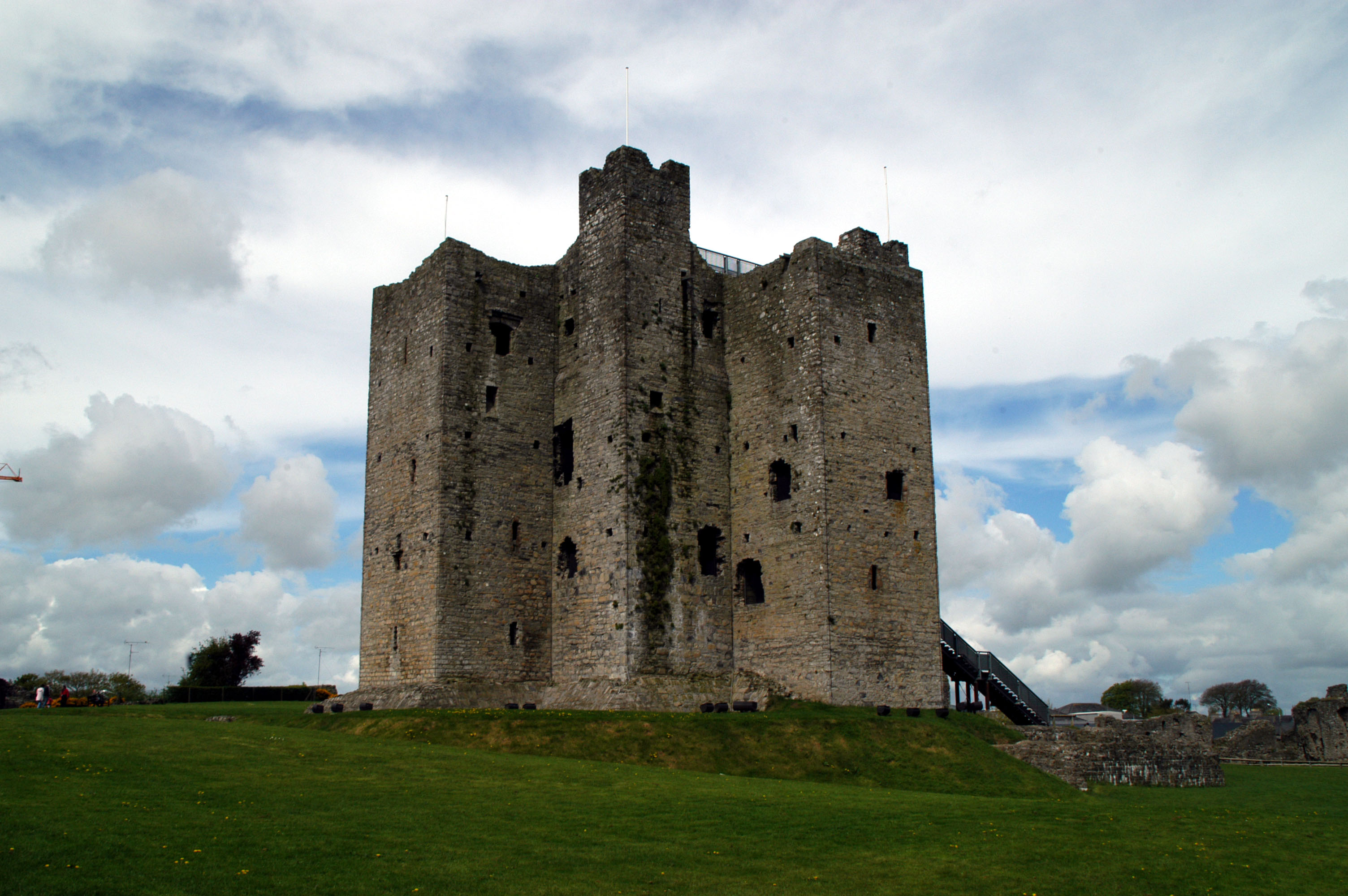
Замок Трим в Ирландии, построенный графом Гуго де Ласи

Весной 1185 года английский король Генрих II Плантагенет прислал своего младшего сына Иоанна Безземельного в Ирландию, назначив его правителем острова. Молодой принц прибыл в Ирландию в сопровождении большой свиты и войска. Английские отряды стали разорять и грабить местное население. Приближенные принца насмехались над одеждой и языком ирландских вождей, дергали их за бороды. Иоанн Безземельный стал раздавать ирландские земли во владение своим приближенным, прибывшим вместе с ним, и обложил города тяжелыми поборами. В ответ ирландские вожди подняли новое восстание против английского владычества. Принц Иоанн потерпел поражение под Лисмором, англичане вынужден были оставить Оссори и Корк. Гуго де Ласи с большим трудом смог защитить Миде от вторжений ирландцев из Ольстера. Гуго да Ласи и другие бароны не поддерживали принца Иоанна и его приближенных. Сам Иоанн жаловался своему отцу, английскому королю Генриху II, что Гуго де Ласи не разрешает ирландцам платить ему дань. Генрих II вынужден был спешно отозвать сына Иоанна в Англию.

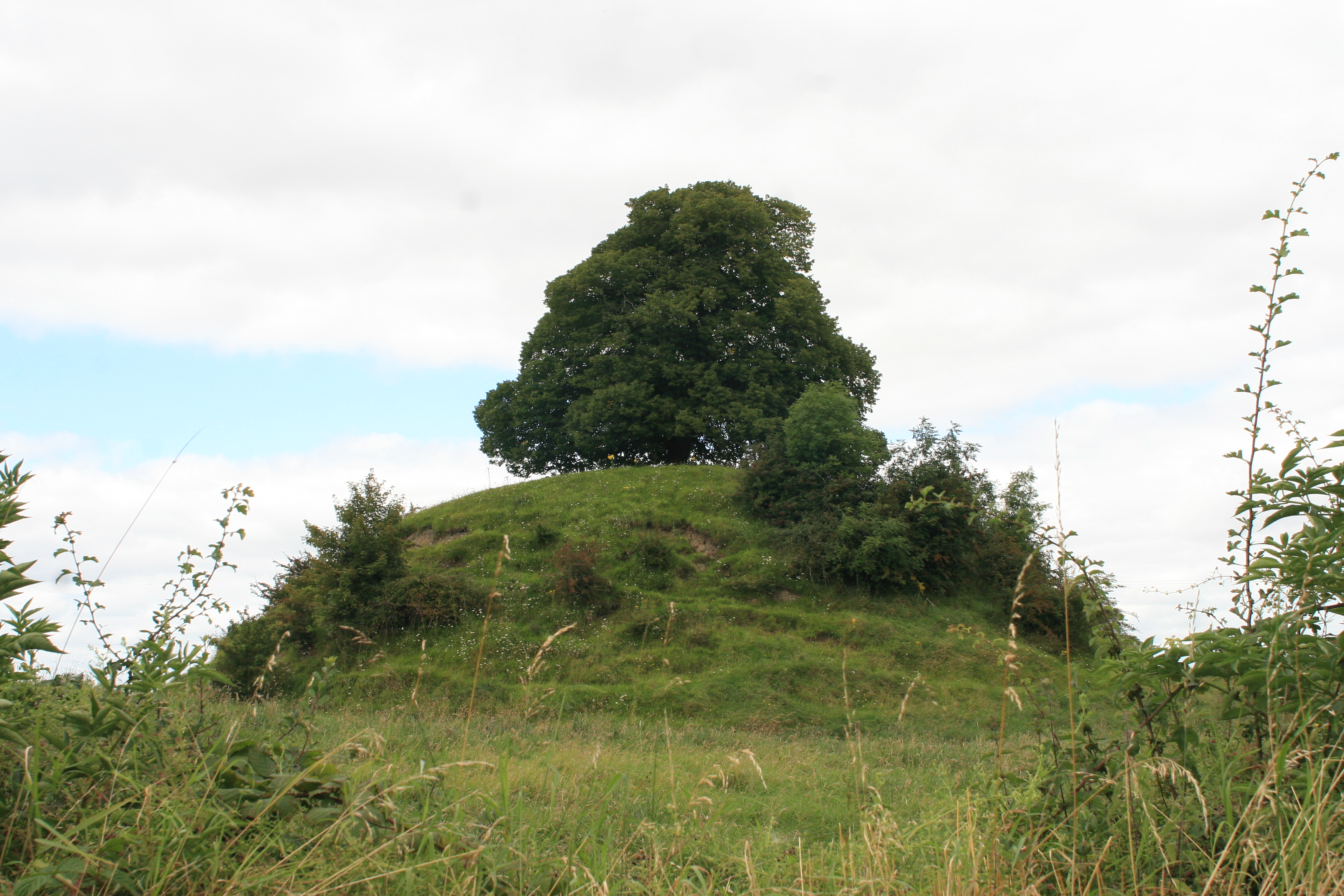
Мотт и бейли, построенные Гуго де Ласи в Клонарде (графство Мит)

## Смерть, последствия и наследие
В июле 1186 года Гуго де Ласи был убит во время наблюдения за строительством замка Дарроу в графстве Оффали по приказу одного ирландского вождя. Принц Иоанн Безземельный был поспешно отправлен отцом в Ирландию, чтобы завладеть его владениями.
Первоначально Гуго де Ласи был похоронен в аббатстве Дарроу. В 1195 году по распоряжению архиепископов Кашеля и Дублина его останки были эксгумированы и перезахоронены в Бективском аббатстве в графстве Мите, а череп — в аббатстве Святого Томаса в Дублине. Длительный спор между двумя монастырями из-за обладания его останками был решен в 1205 году, когда его тело вновь было эксгумировано и перезахоронено в аббатстве Святого Томаса, в гробнице его первой жены.
Хью де Ласи был покровителем многих церквей в Ирландии, в том числе аббатства в Триме.

## Семья и дети
Гуго де Ласи был женат дважды. До 1155 года он женился Рохезе Монмут (также известной как Роуз Монмутской) де Монемуэ (ок. 1135/1140 — ок. 1180), дочери Бадерона Фитц-Уильяма (ок. 1100—1176), 2-го лорда Монмута (ок. 1125—1176), и Рохезы де Клер (ок. 1110—1149), дочери Гилберта Фиц-Ричарда, 2-го лорда де Клера. Хью и Рохеза имели девять детей, 4 сыновей и 5 дочерей:
- Уолтер де Ласи (ок. 1170—1241), 2-й лорд Мита, 5-й барон Ласи
- Гуго де Ласи (до 1179—1242), 1-й граф Ольстера (1205—1242)
- Гилберт де Ласи
- Роберт де Ласи (умер молодым)
- Аэгида де Ласи, жена Ричарда де Бурга
- Илэйн (Елена) де Ласи, жена Ричарда де Beлфо
- Алиса де Ласи, которая вышла замуж за Роджера Пипарда, затем за Жоффруа де Мариско, юстициария Ирландии, сын Джордан де Maриско, юстициария Ирландии.
- дочь, которая вышла замуж за сэра Уильяма Фиц-Алана (1154—1210), сын сэра Уильяма Фиц-Алана, лорда Освестри, и Изабеллы де Сей.

Около 1180 года вторично женился на Розе Ни Конхобайр, дочери короля Коннахта и верховного короля Ирландии Руайдри Уа Конхобайра. У них было двое детей, сын и дочь:
- Уильям Горм де Ласи (король Англии Генрих II объявил его незаконнорождённым)
- Ёсота де Ласи